# Trehörningen (Skepplanda socken, Västergötland)
Trehörningen är en sjö i Ale kommun i Västergötland och ingår i Göta älvs huvudavrinningsområde. Sjön ligger i Trehörningens naturreservat, ett  Natura 2000-område i Risveden och skyddas av habitat- och fågeldirektivet.